# Perroudita
La perroudita és un mineral de la classe dels sulfurs. Rep el nom en honor de Pierre Perroud (3 de novembre de 1943, Ginebra, Suïssa -) Professor del Collège Voltaire de Ginebra, Suïssa, pel seu treball sobre els minerals del Cap Garonne.

## Característiques
La perroudita és un sulfur de fórmula química Hg₅Ag₄S₅(I,Br)₂Cl₂. Va ser aprovada com a espècie vàlida per l'Associació Mineralògica Internacional l'any 1986, sent publicada per primera vegada el 1987. Cristal·litza en el sistema ortoròmbic. La seva duresa a l'escala de Mohs és 2.
Segons la classificació de Nickel-Strunz, la perroudita pertany a «02.FC: Sulfurs d'arsènic, àlcalis, sulfurs amb halurs, òxids, hidròxid, H₂O, amb Cl, Br, I (halogenurs-sulfurs)» juntament amb els següents minerals: djerfisherita, talfenisita, owensita, bartonita, clorbartonita, arzakita, corderoïta, grechishchevita, lavrentievita, radtkeïta, kenhsuïta, capgaronnita, iltisita, demicheleïta-(Br) i demicheleïta-(Cl).
L'exemplar que va servir per a determinar l'espècie, el que es coneix com a material tipus, es troba conservat al Museu d'Història Natural de Gènova, a Suïssa.

## Formació i jaciments
Va ser descoberta a la mina Cap Garonne, situada a la localitat de Le Pradet, al departament de Var (Provença – Alps – Costa Blava, França). També ha estat descrita en una desena de països de tot el planeta. Als territoris de parla catalana se n'ha trobat a la mina Lealtad, situada a la localitat de Xóvar, a l'alt Palància.